# PlayStation 5

Logo konsoli

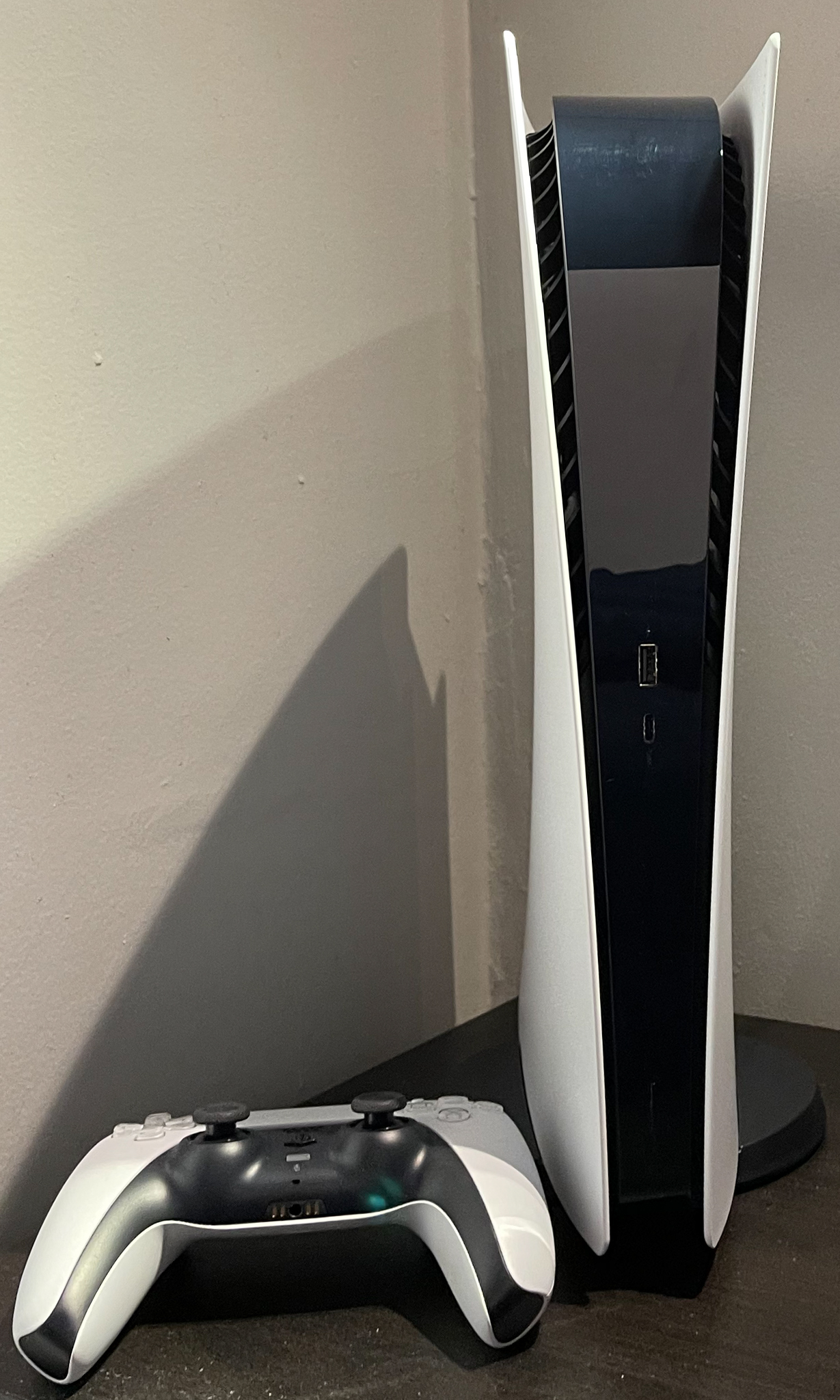
PlayStation 5 Digital Edition z kontrolerem DualSense

PlayStation 5 (w skrócie jako PS5) – konsola gier wideo dziewiątej generacji stworzona przez Sony Interactive Entertainment, zapowiedziana w 2019 roku jako następca PlayStation 4. Premiera sprzętu w Ameryce Północnej, Japonii, Australii, Nowej Zelandii, Singapurze i Korei Południowej odbyła się 12 listopada 2020, a w pozostałych regionach (z wyjątkiem Chin i Indii) tydzień później. Wydana została w dwóch wariantach. Podstawowy zawiera napęd dysków Blu-ray i obsługuje gry pochodzące zarówno z dystrybucji pudełkowej, jak i z dystrybucji cyfrowej za pośrednictwem sklepu PlayStation Store. Drugi wariant, PlayStation 5 Digital Edition, odznacza się niższą ceną ze względu na brak napędu optycznego i umożliwia uruchamianie jedynie gier cyfrowych. Konsola wyposażona jest w napęd SSD pozwalający na szybkie przesyłanie danych i znaczące poprawienie wydajności wyświetlania grafiki, w procesor graficzny AMD obsługujący technologię śledzenia promieni i rozdzielczość 4K oraz pozwalający uruchamiać gry z szybkością do 120 klatek na sekundę. Zapewniono też obsługę dźwięku 3D. PlayStation 5 jest wstecznie kompatybilna z większością gier PlayStation 4 i PlayStation VR. Ogłoszono także 25 tytułów startowych przeznaczonych dla konsoli.

## Historia
Pierwsze oficjalne informacje na temat PlayStation 5 pojawiły się w kwietniu 2019 roku w wywiadzie z Markiem Cernym, głównym projektantem konsoli, opublikowanym w magazynie „Wired”. W raporcie finansowym Sony na kwartał kończący się 31 marca 2019 roku potwierdzono, że konsola nowej generacji znajduje się w produkcji, ale nie trafi na rynek przed kwietniem 2020. W kolejnym wywiadzie dla „Wired” firma ogłosiła, że przymierza się do światowej premiery konsoli przed końcem 2020 roku. Specyfikacja sprzętu została ujawniona w październiku 2019. Podczas targów Consumer Electronics Show w 2020 roku Sony zaprezentowało oficjalne logo PlayStation 5, utrzymane w tym samym minimalistycznym stylu, co poprzedniczki. Pełną specyfikację zaprezentował Cerny 18 marca 2020 podczas prezentacji online przeprowadzonej wspólnie przez Sony i Digital Foundry. 2 kwietnia Digital Foundry opublikowało „szczegółową zapowiedź” na podstawie wywiadu z Cernym.
Według doniesień agencji prasowej Bloomberg z lutego 2020, powołującej się na informacje od osób powiązanych z Sony, koszt produkcji jednej konsoli oszacowany został na ok. 450 dolarów amerykańskich. Wpływ na to miały wyższe koszty pamięci flash, wykupowane masowo przez producentów smartfonów, chcących przystosować je do obsługi technologii 5G. Bloomberg oszacował, że cena konsoli powinna wynieść co najmniej 470 dolarów, żeby przynieść zyski Sony, zauważył jednak, że regularne przychody z miesięcznych subskrypcji mogą pozwolić firmie na „większą swobodę” w ustaleniu ostatecznej ceny.
Planowany na 4 czerwca 2020 pokaz gier przeznaczonych na konsolę został przełożony na 11 czerwca w związku z protestami po śmierci George’a Floyda. Podczas pokazu zaprezentowano również wygląd PlayStation 5.

### Marketing i wydanie
Data premiery i cena konsoli, której premiera przewidywana była wcześniej na koniec 2020 roku, zostały ujawnione 16 września 2020 podczas specjalnej prezentacji. Premiera w wybranych krajach zapowiedziana została na 12 listopada, a w pozostałych na 19 listopada. Nie ogłoszono, kiedy konsola zostanie wydana w Chinach. Premiera w Indiach została przesunięta, ponieważ „PS5” zostało wcześniej zarejestrowane jako znak towarowy przez trolla patentowego.
Konsola ukazała się w dwóch wersjach – modelu standardowym oraz pozbawionym napędu budżetowym wariancie o nazwie Digital Edition. W 2023 roku oba modele zastąpiła nowa edycja konsoli o nazwie Slim, która została wyposażona w odpinany napęd i dysk SSD o pojemności 1 TB. W 2024 roku Sony wprowadziło do produkcji wzmocniony model Pro, który wyposażono m.in. we wsparcie dla obrazu 8K oraz Wi-Fi 7.
Po prezentacji Sony zapowiedziało, że przedsprzedaż konsoli ruszy następnego dnia, 17 września, jednak część sprzedawców ze Stanów Zjednoczonych i Wielkiej Brytanii uruchomiła sprzedaż przedpremierową tego samego wieczora, co sprawiło, że liczba dostępnych egzemplarzy wyprzedała się na pniu, prowadząc również do ogólnego zamieszania. 19 września Sony przeprosiło za wpadkę, obiecując dostarczyć sprzedawcom większą liczbę konsol przed końcem roku. Według Jima Ryana, na rynku amerykańskim w ciągu 12 godzin od uruchomienia zamówień przedpremierowych sprzedano więcej egzemplarzy, niż PlayStation 4 przez 12 tygodni.

## Specyfikacja techniczna
PlayStation 5 zawiera niestandardowy ośmiordzeniowy procesor AMD Zen 2 taktowany ze zmienną częstotliwością maksymalnie 3,5 GHz. Niestandardowy jest również procesor graficzny, bazujący na architekturze RDNA 2 przedsiębiorstwa AMD. Konsola wyposażona jest w 36 jednostek obliczeniowych działających na zmiennej częstotliwości ograniczonej do 2,23 GHz, mogącej osiągnąć do 10,28 teraflopów. Procesor graficzny obsługuje technologię śledzenia promieni w czasie rzeczywistym. Obie jednostki przetwarzające są monitorowane przez specjalny system zawierający technologię AMD SmartShift, który dostosowuje ich częstotliwość, opierając się na bieżącej aktywności obu układów, żeby uzyskać optymalny stały pobór mocy, i modelowy profil wydajności system-on-a-chip. Przykładowo, jeśli procesor działa z mniejszą aktywnością, system może zmniejszyć jego częstotliwość i zwiększyć częstotliwość procesora graficznego, żeby umożliwić mu działanie z wyższą wydajnością bez wpływu na zużycie energii lub chłodzenie. System chłodzenia PlayStation 5 opiera się na dużym dwustronnym wentylatorze chłodzącym wlot powietrza o średnicy 120 mm i grubości 45 mm. Chłodzenie wspomagane jest przez duży radiator ze standardową konstrukcją rurki cieplnej, która według Sony ma „kształt i przepływ powietrza, które umożliwiają osiągnięcie takiej samej wydajności jak w komorze parowej”. Chłodzenie SoC jest wspomagane przez przewodnik termiczny z ciekłego metalu, znajdujący się pomiędzy SoC a radiatorem. System zawiera 350-watowy zasilacz. Konsola została opracowana w taki sposób, żeby ograniczyć pobór mocy w trybie uśpienia. W PlayStation 5 zaimplementowano nową technologię dźwięku Tempest Engine. Konsola wyposażona jest w 16 GB pamięci GDDR6 SDRAM o przepustowości 448 GB/s i 512 MB dodatkowego RAM-u typu DDR4 dla zadań wykonywanych w tle. Konsola ma wbudowany dysk SSD o pojemności 825 GB i szybkości przesyłania danych wynoszącej 5,5 GB/s. Dysk wyposażono w specjalny układ odpowiadający za zaawansowaną kompresję danych i pozwalający na ich efektywne przesyłanie z szybkością do 9 GB/s. PlayStation 5 obsługuje standardy łączności bezprzewodowej Bluetooth 5.1 i 802.11ax (Wi-Fi 6). Urządzenie w wersji standardowej wyposażone jest także w napęd Ultra HD Blu-ray obsługujący płyty o pojemności do 100 GB, natomiast wersja „Digital Edition” jest go pozbawiona.

### Kontroler DualSense
7 kwietnia 2020 Sony zaprezentowało kontroler bezprzewodowy DualSense, oparty na wcześniejszych kontrolerach DualShock, ale zmodyfikowany na podstawie opinii producentów gier i graczy. Kontroler wyposażony jest w adaptacyjne spusty i reakcję na dotyk, w razie konieczności mogące zmieniać opór, żeby oddać takie efekty w grze, jak np. naciąganie cięciwy łuku oraz zaawansowane wibracje haptyczne. Na kontrolerze znajduje się większość przycisków z DualShock 4, z wyjątkiem „Share”, który został zmieniony na „Create”, pozwalający na tworzenie treści i dzielenie się nimi. Dodany został nowy mikrofon, dzięki któremu użytkownicy mogą rozmawiać z innymi przy użyciu samego kontrolera, jak również poprawiono wbudowany głośnik. Standardowe kontrolery utrzymane są w czarno-białej kolorystyce. Pasek świetlny został przeniesiony na obrzeża touchpadu. Kontroler wyposażony jest w port USB-C, wejście słuchawkowe i wytrzymalszą baterię.

### Akcesoria dodatkowe
Wraz z samą konsolą, zapowiedziane zostały również dodatkowe akcesoria do niej, w tym m.in. stacja ładująca kontroler, nowa kamera HD, pilot multimedialny i słuchawki bezprzewodowe The Pulse 3D. Większość akcesoriów do PlayStation 4 będzie działać z nową konsolą, jednak część ich funkcjonalności zostanie ograniczona. Kontrolery DualShock 4 działać będą wyłącznie w grach z kompatybilnością wsteczną. Z grami PlayStation 5 kompatybilne będą kontrolery PlayStation Move, kamera i gogle PlayStation VR oraz przeznaczony do nich kontroler PlayStation VR Aim, jak również inne licencjonowane kontrolery, takie jak np. kierownice czy instrumenty do gier z serii Rock Band, oraz peryferia, jak chociażby zestawy słuchawkowe.

## System operacyjny
Interfejs użytkownika PlayStation 5 został przeprojektowany w sposób, który Sony określa jako „przystępny i informacyjny”, pozwalający w czasie rzeczywistym śledzić informacje na temat aktywności znajomych, dostępnych aktywności wieloosobowych, zadań jednoosobowych i nagród. Cerny stwierdził, że firma nie chciała, żeby gracze musieli każdorazowo włączać grę, żeby być z nią na bieżąco, więc wszystkie te opcje są widoczne z poziomu interfejsu. Matt MacLaurin, wiceprezes ds. rozwoju user experience w Sony, określił nowy interfejs jako „bardzo interesującą ewolucję systemu operacyjnego” i „stuprocentowe rozwinięcie interfejsu PlayStation 4 z kilkoma nowymi konceptami”. Dodał również, że interfejs jest bardzo szybki dzięki nowemu językowi wizualnemu.
Według Eurogamera, interfejs zaprojektowany został do bycia responsywnym, poprawienia dostępności, przejrzystości i prostoty. Jest renderowany w rozdzielczości 4K, z obsługą wysokiej rozpiętości tonalnej (HDR). Główne motywy obecne w interfejsie PlayStation 4 zostały przeprojektowane w nowy ekran startowy. Na górze znajduje się rząd kafelków z aplikacjami, a dwa niższe przypisano do gier i aplikacji multimedialnych. Wybranie z poziomu menu ikony gry wyświetla informacje na temat postępów gracza w niej, np. osiągnięty poziom w grze wieloosobowej. PlayStation Store nie jest już uruchamianą osobno aplikacją, a zostało wbudowane w interfejs konsoli.
Jedną z największych zmian w stosunku do interfejsu PlayStation 4 jest wprowadzenie podzielonego na dwie sekcje „centrum kontroli”, wywoływanego natychmiast przyciskiem „PS”. Górną część zajmują karty sugerujące działania na podstawie ostatnich aktywności gracza, takie jak np. chat grupowy. Karty poświęcone grom mogą wyświetlać informacje dotyczące rozgrywki, jak chociażby postęp w wykonywaniu określonych misji czy listę dostępnych zadań, z możliwością przeskoczenia bezpośrednio do nich. Abonentom płatnej subskrypcji PlayStation Plus dodatkowo wyświetlane są karty ze wskazówkami, zrzutami ekranu czy filmami opisującymi, jak ukończyć daną aktywność. Karty odnoszące się do systemu mogą wyświetlać informacje o promocjach w sklepie albo zrzuty ekranu do udostępnienia. Funkcje te dostępne są dla gier PlayStation 5 i zaktualizowanych z poprzedniej generacji. Niższą część centrum kontroli stanowi poziomy rząd ikon, które użytkownik może dostosować według własnych preferencji, takich jak chociażby powiadomienia, lista znajomych czy ustawienia systemowe. Wśród aplikacji multimedialnych obsługiwanych przez PlayStation 5 znajdują się YouTube, Twitch, Netflix, Disney+, Spotify, Apple TV+, Crunchyroll, Amazon Prime Video, MyCanal, Hulu, HBO Max i Peacock, podczas gdy inne usługi strumieniowania treści mogą zostać dodane w przyszłości.

## Gry
Prezes Sony Interactive Entertainment, Jim Ryan, zapowiedział, że pomimo premiery nowej konsoli, firma nie zaprzestanie wsparcia dla PlayStation 4, koncentrować będzie się jednak na PlayStation 5, mającym być „znaczącym postępem technologicznym”. Jako przykład gry wykorzystującej nowe technologie, przez co niemożliwej do wydania na starszej konsoli, podano Ratchet & Clank: Rift Apart.
Na każdej konsoli zainstalowano grę Astro’s Playroom, zaprojektowaną w taki sposób, żeby zademonstrować możliwości kontrolera DualSense. 12 września 2020 roku zapowiedziano, że gry Spider-Man: Miles Morales, Sackboy: Wielka przygoda i Horizon: Forbidden West, mimo wcześniejszego ogłoszenia ich jako tytuły na wyłączność dla nowej konsoli, zostaną wydane również na PlayStation 4, z możliwością darmowej aktualizacji do wersji na PlayStation 5.
Sony ogłosiło, że każdy wydawca, w zależności od własnych preferencji, będzie mógł zaoferować darmowe ulepszenia gier z PlayStation 4 do PlayStation 5. Electronic Arts zapowiedziało, że możliwe będzie zaktualizowanie gier FIFA 21 i Madden NFL 21, Bungie zaoferowało możliwość ulepszenia Destiny 2, a CD Projekt Red – Cyberpunk 2077. W maju 2020 roku Eurogamer poinformował, że wszystkie gry wydane na PlayStation 4 od 13 lipca muszą być kompatybilne w PlayStation 5, podczas gdy te opublikowane przed tą datą będą wstecznie kompatybilne.

### Kompatybilność wsteczna
Sony ogłosiło, że PlayStation 5 będzie wstecznie kompatybilna z „przytłaczającą większością” gier wydanych na PlayStation 4. Hideaki Hnishino doprecyzował, że w dniu premiery konsoli, będzie można na niej zagrać w „99 procent” spośród ponad 4000 gier wydanych na PS4. Gracze będą mogli zsynchronizować zapisane stany gry pomiędzy konsolami poprzez chmurę lub przenieść je na nośniku USB. Ze względu na wyposażenie konsoli w napęd SSD, wiele gier z poprzedniej generacji będzie wczytywała się szybciej bądź będzie wyświetlana w wyższej rozdzielczości. PlayStation 5 nie będzie kompatybilne z grami z generacji poprzedzających PlayStation 4. Sony zastrzegło, że część gier ze starszej konsoli może nie działać na PlayStation 5 w taki sposób, jak powinna.
10 października 2020 poinformowano, że kompatybilność wsteczna nie obejmie tylko dziesięciu gier: Afro Samurai 2: Revenge of Kuma – Volume One, Hitman Go: Definitive Edition, Joe’s Diner, Just Deal with It!, Robinson: The Journey, Shadow Complex Remastered, Shadwen, We Sing, TT Isle of Man: Ride on the Edge 2 i DWVR. Producenci dwóch ostatnich wyrazili chęć wydania łatek umożliwiających zagranie w nie na PlayStation 5. 30 października firma Ubisoft ogłosiła, że część jej gier z ósmej generacji, w tym m.in. Assassin’s Creed: Syndicate, nie będzie wstecznie kompatybilna – możliwe będzie ich uruchomienie na PlayStation 5, jednak mogą one nie działać tak, jak powinny.

## Sprzedaż
Według danych z marca 2021 sprzedano około 7,8 milionów egzemplarzy konsol na całym świecie. W lipcu 2021 producent poinformował, że liczba sprzedanych konsol zwiększyła się do 10 milionów. W czerwcu 2022 podano, że ta liczba wyniosła 20 milionów, a w styczniu następnego roku liczba zwiększyła się do 30 mln. W grudniu 2023 poinformowano, że liczba sprzedanych egzemplarzy konsoli osiągnęła 50 milionów. W grudniu 2024 liczba ta zwiększyła się do 75 milionów. Według danych z 31 marca 2025 sprzedano ok. 77,7 milionów egzemplarzy konsoli.